# Climent d'Arretium
Climent d'Arretium o Climent Arretí (en llatí Clemens Arretinus) era un romà de rang senatorial, connectat per matrimoni a la família de Vespasià i íntim amic de Domicià.
Licini Mucià el va nomenar prefecte de la guàrdia pretoriana l'any 70, càrrec que el seu pare ja havia tingut sota Calígula. Climent devia exercir el càrrec poc temps i amb poc poder. Tot i la seva amistat amb Domicià aquest el va fer matar poc després de pujar al tron.